# Jean Baptiste Meusnier
Jean Baptiste Meusnier de La Place (Tours, 19 de junho de 1754 - Mainz, 13 de junho de 1793) foi um matemático, químico, engenheiro e general francês. É conhecido principalmente pelo teorema de Meusnier. Participou na revolução francesa como general. Foi posto na tarefa de defender as costas em 1791. Lutando com os prussianos no Reno durante o cerco de Mainz em 1793, foi ferido, morrendo depois de seus ferimentos.